# Certima cenchriaria
Certima cenchriaria är en fjärilsart som beskrevs av Charles Oberthür 1911. Certima cenchriaria ingår i släktet Certima och familjen mätare. Inga underarter finns listade i Catalogue of Life.